# 斑尾隱麗魚
斑尾隱麗魚，為輻鰭魚綱鱸形目隆頭魚亞目慈鯛科的其中一種，分布於中美洲貝里斯至尼加拉瓜大西洋岸的淡水流域，體長可達12公分，棲息在溪流及湖泊，生活習性不明，可作為觀賞魚。

## 擴展閱讀
維基物種上的相關：斑尾隱麗魚